# Elisa Luccarini
Elisa Luccarini (Vignola, 21 luglio 1974) è una boccista italiana vignolese di nascita e persicetana di adozione.
È pluri-campionessa mondiale ed europea  nonché italiana di categoria A1: famosa per le sue doti da bocciatrice e per il suo eccellente tiro al volo, è stata per 26 anni  componente fondamentale della nazionale italiana e sua capitana, con la quale ha conquistato più medaglie, in ultimo nel 2019 il titolo mondiale individuale femminile.

## Biografia
Figlia di Carla Brandoli e di Paolo (dec. 20/12/2018), uno dei più forti bocciatori d'Italia negli anni 70/90, campione d'Italia nel 1978 e componente anch'egli della nazionale di quei tempi, sorella di Monica (classe 1965) e Lorenzo (classe 1972), unico dei due fratelli a seguire lo stesso sport.
Consegue nel 1993 il diploma di maturità classica, dal 1997 dopo corso universitario in matematica, si inserisce al lavoro nel settore logistico.
Inizia a giocare a bocce per passatempo assieme al fratello all'età di 5 anni. Solo nel 1983/84 frequenterà la scuola bocce a Sassuolo, nella società di appartenenza del padre, e parteciperà al primo stage nazionale juniores a Pavullo (MO). Tesserata per la Sassolese fino al 1993, dal 1994 si trasferisce alla Polisportiva Rinascita a Budrione di Carpi (MO), dove inizia la sua scalata alla massima categoria, ed arriveranno i primi titoli, quello mondiale ed europeo. In seguito dal 2001 al 2003 veste i colori della società Guastallese (Re) e successivamente nel 2004 della bocciofila Olimpia di Correggio (RE) con questa coglie la prima medaglia d'oro ai campionati assoluti di categoria A individuali femminili, nonché  società per cui (dopo una parentesi di un anno nel 2006/07 con la società abruzzese Virtus L'Aquila) milita fino a fine stagione 2016, momento in cui per motivi vari la stessa società chiude i battenti.
Da quel momento indosserà fino a novembre 2020  i colori dell'ASD Bentivoglio di Gualtieri, sempre sotto egida e gonfalone del comitato di Reggio Emilia.
Dopo una vita sportiva in terra emiliana,ed una parentesi alla Società Flaminio di Roma, dal 2022 veste  la maglia giallorossa  della SSD S. De Sanctis, società della capitale.
Contemporaneamente al suo percorso agonistico, segue ed allena giovani (ragazzi e ragazzi) da Istruttore regionale e a seguire Istruttore e Tecnico nazionale.
Dal 2022 ad oggi come Vice Ct nazionale Juniores (con cui assieme al Tecnico Rosi) ha vinto più titoli europei e mondiali, dal 2024 manterrà stesso ruolo ma anche quello di Commissario Tecnico della nazionale Femminile Senior, con cui ha già ottenuto titoli europei , e ruolo con cui viene consacrato il suo incredibile percorso in questo sport.
La stessa Elisa per il suo costante impegno e la passione che la caratterizza presenzia costantemente ad attività giovanili e femminili, dimostrando per questo sport un legame a dir suo " indissolubile" ,entusiasmo e passione che le hanno fatto da trampolino ad un successo che per sua timidezza nasconde, rendendola in modo assoluto l'emblema quasi inarrivabile di questo sport, per risultati, ma soprattutto per talento e capacità , agonismo ed umiltà,  correttezza e fair play.
Chi ha avuto la fortuna di conoscere il padre dice che " buon sangue" scorre nelle sue vene e non mente. Degna figlia di un uomo indiscutibile.

## Palmarès

### Campionati Mondiali
- Queven (Francia) 2001: oro individuale femminile
- Ossana (Italia) 2001: oro a squadre femminile
- Paso Fundo (Brasile) 2004: oro a squadre femminile
- Bevagna (Italia) 2009: oro a squadre femminile
- Kaihua (Cina) 2014: argento a squadre femminile
- Roma (Italia)  2015: oro individuale femminile
- San Miguel de Tucuman (Argentina) 2019: oro individuale femminile

### World Games
- Kaohsiung (Taiwan) 2009: oro

### Campionati Europei
- Augsburg (Germania) 1998: oro a squadre femminile
- Predazzo (Italia) 2000: oro a squadre femminile
- Niederstotzingen (Germania) 2002: oro a squadre femminile
- Monza (Italia) 2007: oro a squadre femminile
- San Marino (RSM) 2007: oro individuale femminile
- Kazan (Turchia) 2011: oro a squadre femminile
- Crema (Italia) 2013: oro a squadra femminile

### Campionati Italiani
- Cagliari 1990: oro coppia mista cat. L
- Verona 1994: bronzo individuale femminile cat. ABC
- Firenze 1997: bronzo individuale femminile cat. ABC
- Cremona 2000: argento individuale femminile cat. AB
- Brescia 2003: bronzo individuale femminile cat. AB
- Bergamo 2004: oro individuale femminile cat. AA1
- Cortona 2005: argento individuale femminile cat. AA1
- Treviso 2007: argento individuale femminile cat. AA1
- Cremona 2009: bronzo individuale femminile cat. AA1
- Brescia 2010: oro individuale femminile cat. A1
- Roma 2011: argento individuale femminile A1
- Roma 2014: argento individuale femminile A1
- Roma 2015: oro individuale femminile A1
- Bergamo 2017: Argento Individuale Femminile AA1
- Macerata 2018: Individuale Femminile AA1
- Roma 2019: Oro Individuale femminile AA1

### Onoroficenze
5 Medaglie oro valore atletico (2001-2004-2009-2015-2019)
7 medaglie argento valore atletico (per ogni cam. Europeo vinto)
5 medaglie bronzo valore atletico

### Altre vittorie
246 gare vinte (di cui 167 gare nazionali e 7 gare del settore maschile).Vittoria di 8 Classifiche Master Fib.